# Disque céleste de Nebra
Le disque céleste de Nebra est un disque de bronze portant des motifs en or, pesant à peu près 2 kg et mesurant environ 32 cm de diamètre. Il a été mis au jour illégalement, par des fouilleurs clandestins, en juillet 1999 à Nebra-sur-Unstrut, en Saxe-Anhalt (Allemagne), avec d'autres objets constituant un dépôt cultuel. Il daterait d'environ 1600 av. J.-C. (faciès de transition Bronze ancien / Bronze moyen, ou Bronze A / Bronze B). Il est considéré comme la plus ancienne représentation connue de la voûte céleste.
Il est conservé au musée régional de la Préhistoire de Halle-sur-Saale, en Allemagne.
En juin 2013, le disque céleste de Nebra a été inscrit au programme Mémoire du monde de l’UNESCO, en tant que découverte archéologique majeure du XXe siècle, et plus ancienne représentation concrète au monde d’une observation cosmique,.

## Authenticité et datation
Le disque est un objet si spectaculaire que certains archéologues ont pu supposer qu'il aurait été fabriqué par un faussaire. Or, une étude microscopique de sa patine révèle qu'il est incontestablement extrêmement ancien : la taille des cristaux d'oxydation est en rapport avec la lenteur de leur formation ; ceux du disque sont beaucoup trop grands pour être d'origine artificielle et moderne[réf. souhaitée].
La fabrication du disque dans la région de sa découverte est compatible avec une étude isotopique du plomb radioactif contenu dans le cuivre du disque. En effet, chaque gisement a une signature isotopique particulière. Ce cuivre provient de gisements alpins exploités à l'Âge du bronze en Autriche. Néanmoins, il semblerait que les concepteurs du disque aient aussi utilisé de l'or et de l'étain provenant de Cornouailles.
D'autres objets, des bracelets et des épées de bronze, ont été exhumés au même endroit que le disque par les découvreurs ; une étude comparative avec d'autres épées semblables de l'âge du bronze et datées au carbone 14, permettrait de dater approximativement le disque vers 1600 av. J.-C. Cette datation étant indirecte, elle est contestée, par exemple par Rudiger Krause, professeur d'archéologie à l'université de Francfort-sur-le-Main et spécialiste de l'âge du bronze ; le Pr. Krause date le disque de 600 à 300 av. J.-C.,.
Pour A. Müller-Karpe, il pourrait s'agir d'un ustensile rituel hittite qui aurait atteint l'Allemagne centre-orientale.

## Description

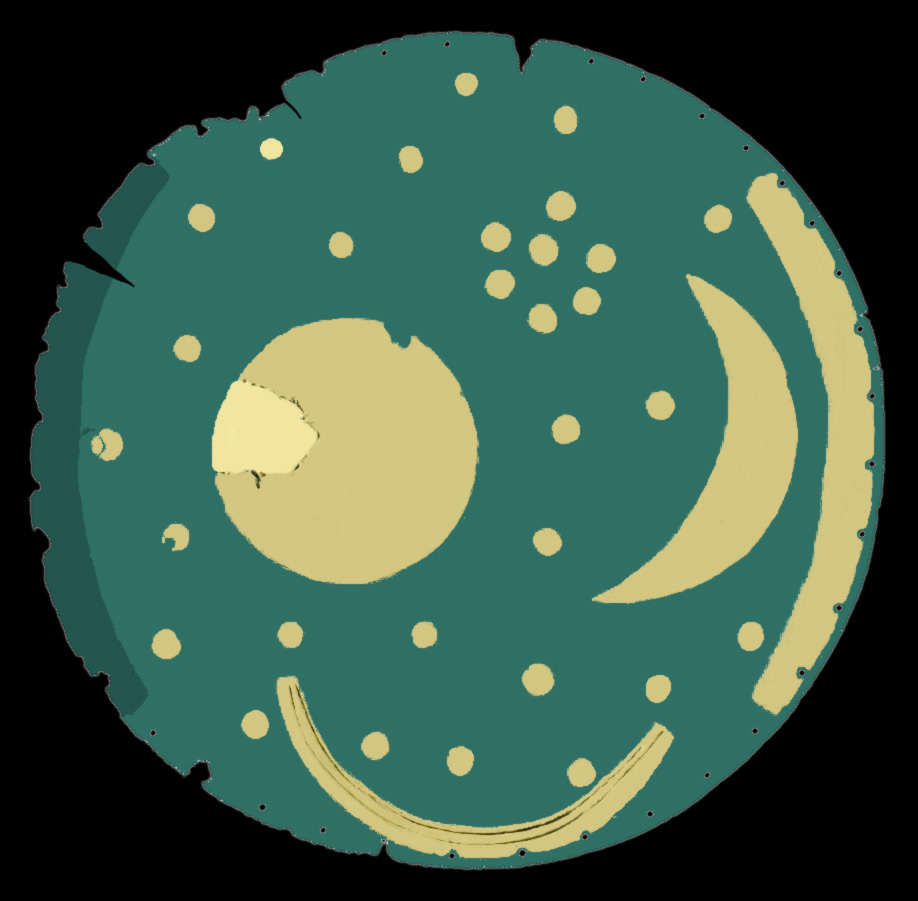
Schéma représentant le disque.

Le disque de Nebra se présente sous la forme d'une plaque circulaire sur laquelle se détachent des motifs en plaques incrustées d'or, motifs supposés être en partie des corps célestes : un croissant représentant la Lune, le disque central pouvant être le Soleil ou bien la Lune, un groupe de sept points serait la constellation des Pléiades, deux autres motifs en arcs.
Il pourrait s'agir d'une représentation du ciel pour une personne qui se serait trouvée il y a 3 600 ans en Allemagne, observant l'apparition des Pléiades. Cela pourrait être considéré comme la représentation la plus ancienne de la voûte céleste. L'archéologue allemand Harald Meller (de) la qualifie de « ciel étoilé automnal ».

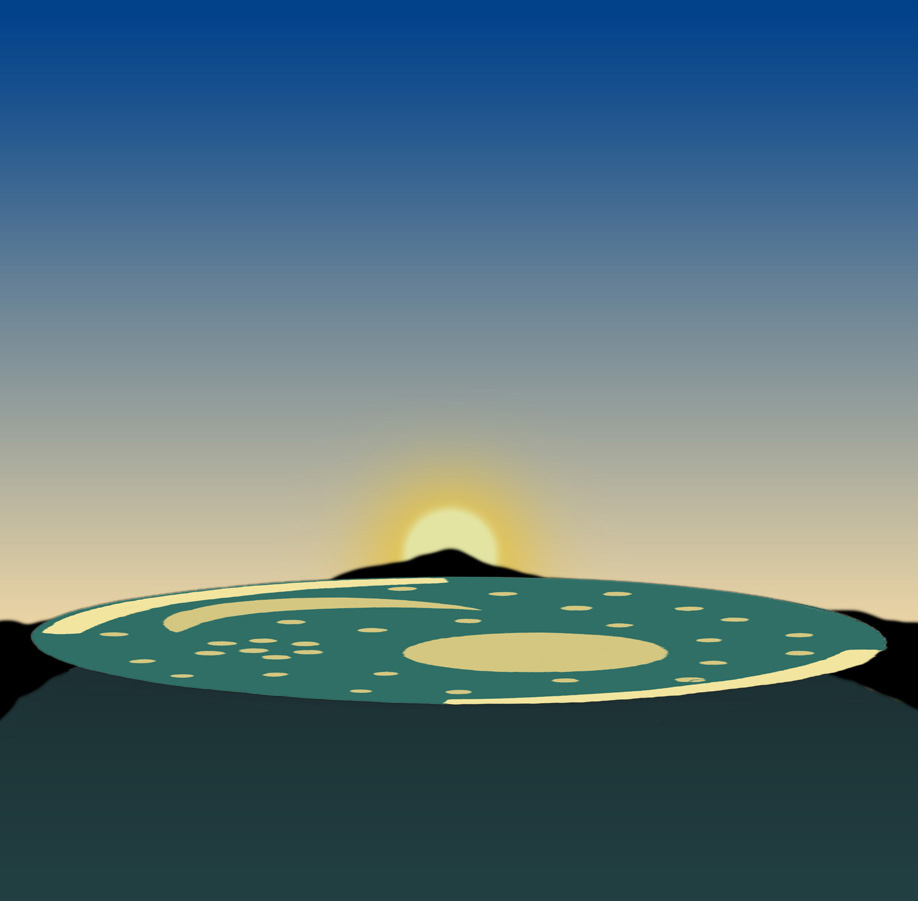
Au solstice d'été à Nebra, le Soleil se couche derrière le Brocken. Ce fait, non négligeable, permet d'imaginer une orientation possible du disque lors de son utilisation.

Un arc de 82 degrés présent sur le côté droit, ainsi que la trace d'un autre arc, disparu, placé symétriquement sur le côté gauche, pourraient figurer l'écart entre les points de l'horizon où le Soleil se lève, ou se couche, aux solstices d'été et d'hiver. La valeur de cet angle correspond relativement bien à la latitude du lieu de la découverte. Ceci permet d'imaginer un emploi possible du disque, en le plaçant à l'horizontale, et orientant alors l'arc latéral (vers l'est ou vers l'ouest) pour repérer les levers et couchers de soleil sur l'horizon au moment des équinoxes. Un autre caractère remarquable du site de Nebra est qu'au solstice d'été, le Soleil se couche derrière le sommet du massif du Harz, le mont Brocken, sommet le plus haut de la partie nord de l'Allemagne, situé à environ 80 km au nord-ouest du site.
En bas du disque, un petit arc strié représenterait soit une barque solaire (voir Char solaire de Trundholm), soit la Voie lactée. En revanche, le nombre « d'étoiles » visibles sur le disque, dans son état actuel, pourrait être inférieur au nombre d'origine, le « segment de latitude droit » ayant été superposé à une époque ultérieure, et en masquant deux.
Enfin, le disque comporte 39 trous sur son pourtour.

## Une explication scientifique

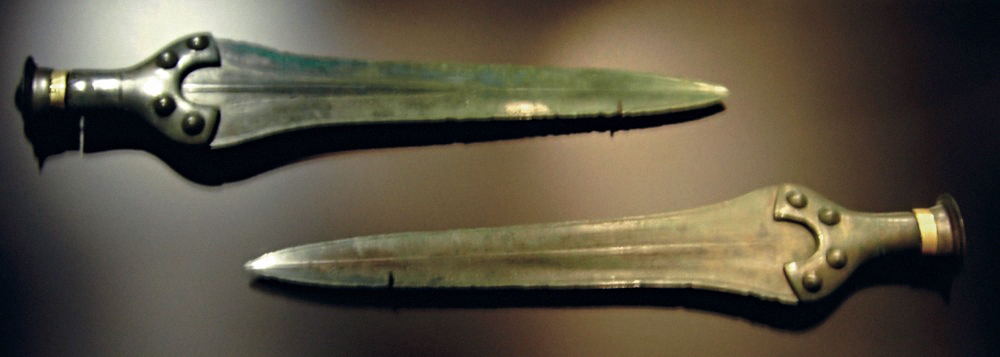
Poignards en bronze découverts sur le même lieu.

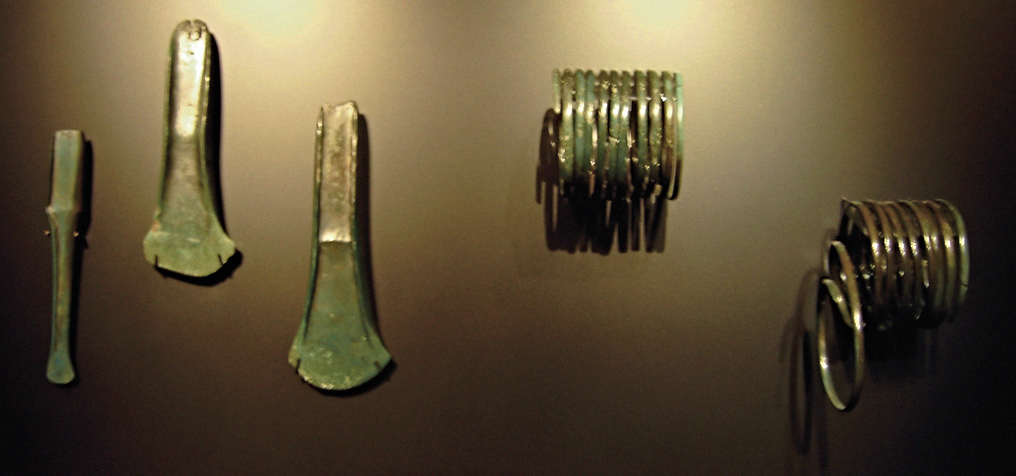
Haches et bracelets en bronze découverts sur le même lieu.

L'image visait probablement à perpétuer des connaissances astronomiques. Ce serait une sorte d'aide-mémoire, la tradition orale se devant de maintenir les connaissances sur la nature, le calendrier et les saisons : 
- Cette connaissance était essentielle pour les semailles : les Pléiades en effet, peuvent accompagner la nouvelle lune au-dessus de l'horizon vers la mi-mars (semailles ?), et cela se reproduit les soirs de pleine lune vers la mi-octobre (fin des moissons ?)[10].
- Selon l'interprétation archéoastronomique de l'astronome Rahlf Hansen, du planétarium de Hambourg, les phases de la lune permettent d'adapter un calendrier à la longueur de l'année : lorsque la nouvelle lune apparaissait près de l'amas des Pléiades seulement au troisième jour du mois de printemps par lequel l'année commençait (32 jours après le début de l'année et plus pour les années normales), on devait décompter cette année-là des mois de 29,5 jours, ce qui permettait de faire correspondre l'année solaire de 365 jours avec l'année lunaire de 354 jours. Or, le nombre 32 est représenté sur le disque par le nombre de points-étoiles. Ce nombre 32 aurait une signification importante, car 32 années solaires correspondent à 33 années lunaires. Avec le disque plein en or, les 32 « étoiles » pourraient représenter plutôt des années solaires et on compterait 33 années lunaires au total si l'on ajoute le disque plein, ce qui correspondrait ainsi à un grand cycle de synchronisation. L'interprétation précédente du Dr Schlosser, selon laquelle le disque plein en or représenterait la pleine lune, n'est donc pas contredite.

Le disque serait en quelque sorte une encyclopédie astronomique, recueillant plusieurs des savoirs de l'Âge du bronze propres à cette région de l'Europe. Les astronomes de cette époque auraient donc eu des connaissances plus avancées que ce qu'on croyait jusqu'ici, la première description de cette règle ayant été trouvée dans un texte babylonien datant de 1370 av. J.-C. (le Mul Apin).

## Littérature
- Le disque de Nebra et son musée apparaissent dans le roman Le Premier Jour de Marc Levy paru en 2009.
- Howard Crowhurst, Le Disque de Nebra : Cycles dans le Cosmos, 2012, édition epistemea,  (ISBN 979-10-92168-00-6).

## Centre archéologique public Arche Nebra
Un concours d’architecture a été lancé en 2004 pour la construction d’un centre archéologique public qui mette en valeur tant cette pièce inestimable que le lieu où elle fut retrouvée, lui-même riche en objets de l’Âge du bronze. Il s’agissait de créer un centre avec planétarium, des espaces d’expositions permanentes et temporaires, un café et des salles de séminaires. Le centre devait devenir une destination touristique importante et un symbole de toute la région. Le lieu exact de la découverte devait quant à lui être marqué par une tour panoramique.
C'est le bureau d'architecture zurichois Holzer Kobler Architekturen qui a été choisi pour la construction du centre archéologique public Arche Nebra.

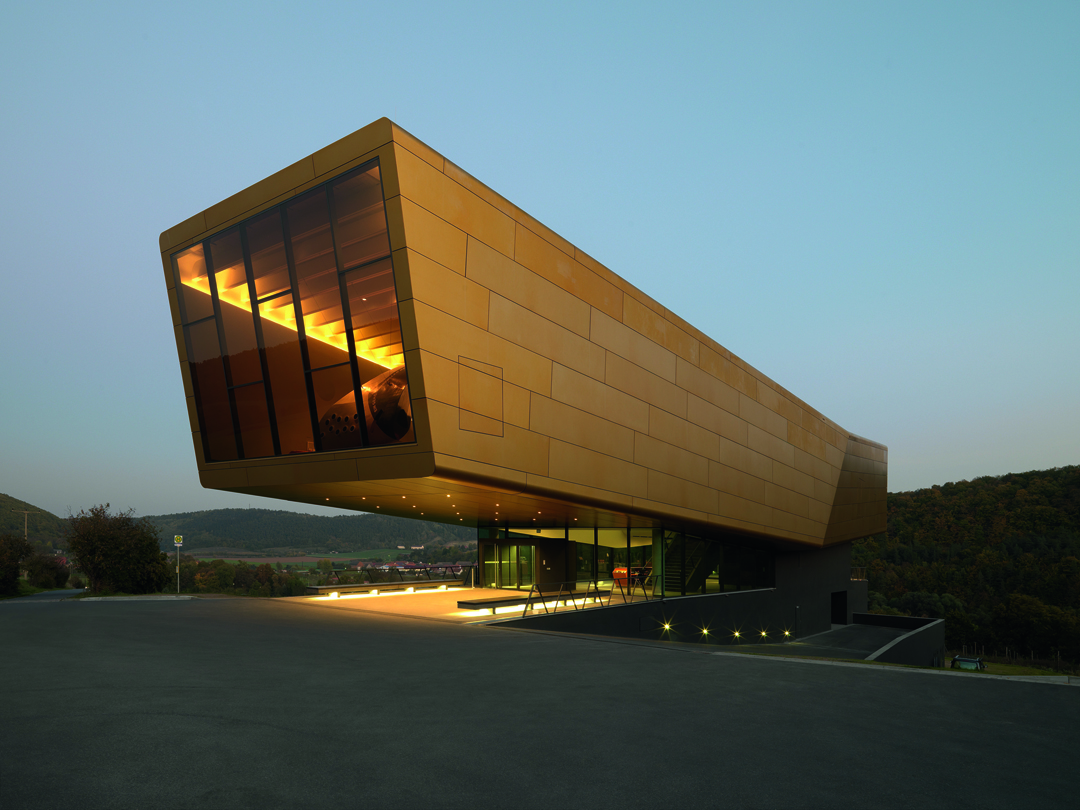
Centre archéologique public Arche Nebra, ouvert en juin 2007.

C’est finalement le symbole de la barque solaire qui a été choisi pour la construction du centre : il se dresse au-dessus de la vallée de l’Unstrut, visible au loin ; le corps du bâtiment est recouvert d’aluminium doré et semble flotter au-dessus de sa base vitrée qui abrite l’entrée et le café. Cette barque abstraite est longue de 60 mètres ; elle offre deux espaces d’exposition et abrite le planétarium. La présentation permanente thématise le lieu de la découverte et l’environnement historique du disque. L’immense baie vitrée qui la borde offre au regard du visiteur la vue sur la montagne du Mittelberg et sur la tour panoramique. En revanche, c’est la rivière Unstrut qui s’offre à l’œil du visiteur par la fenêtre panoramique de l’espace de présentation temporaire.
Le puits de lumière ouvert, qui relie le rez-de-chaussée et le premier étage, symbolise le rapport au ciel. La base en crépis, qui abrite les salles de séminaire et les bureaux, semble, quant à elle, émerger du flanc de la colline.
Un signe visible de loin marque le lieu exact de la découverte. Une tour conique de trente mètres de haut s’y dresse. S’élargissant par le haut, inclinée de dix degrés vers le nord et fendue sur toute sa longueur pour indiquer le solstice d’hiver, elle reprend les principes de calcul du disque céleste. Une fois par jour, le soleil traverse sa longue fente verticale, ce qui dirige ses rayons vers la montagne du Brocken, à quelque quatre-vingts kilomètres de distance. De même que c’était le Brocken qui potentiellement pouvait servir de point d’orientation pour le disque céleste à l’Âge du bronze.